# Personnel Armor System for Ground Troops

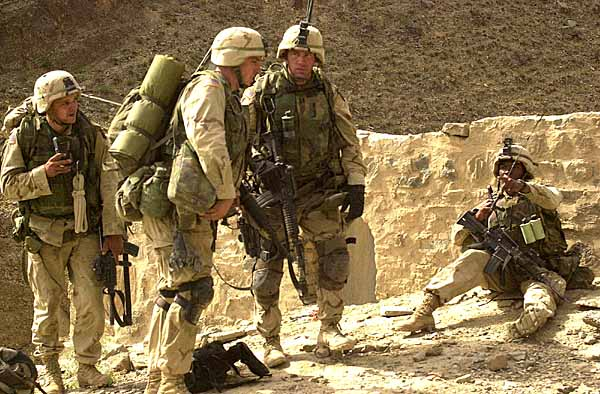
Soldati della 101st Airborne Division dell'Esercito degli Stati Uniti, dotati di elmetto PASGT, in azione durante la Guerra in Afghanistan nel 2002.

Il Personnel Armor System for Ground Troops, abbreviato in PASGT, è un elmetto da combattimento usato dai primi anni 80 ai primi anni 2000 dalle forze armate degli Stati Uniti, quando è stato sostituito dai moderni MICH TC-2000, 2001, 2002 e Lightweight Helmet. Durante quel periodo, ed ancora oggi, è uno degli elmetti più diffusi in dotazione nelle forze armate del mondo.
Per la sua somiglianza con lo Stahlhelm tedesco, è stato soprannominato "elmetto Fritz".

## Elmetto
L'elmetto PASGT fu progettato nel 1975 per dare un valido e innovativo sostituto all'ormai obsoleto elmetto d'acciaio M1. Entrato in servizio all'inizio degli anni ottanta, fa la sua prima apparizione ufficiale durante l'operazione Urgent Fury, sull'isola caraibica di Grenada nell'ottobre 1983, sulle teste dei Marines della 22nd Marine Expeditionary Unit. In seguito a questa operazione l'elmetto verrà utilizzato in tutte le operazioni militari e paramilitari degli USA, nella guerra del Golfo e nella prima parte della guerra in Afghanistan ed Iraq. Oltre che alle forze armate, negli anni '90 il PASGT verrà dato in uso anche a reparti speciali come le varie SWAT, la DEA e l'HRT dell'FBI (successivamente andrà in dotazione ai militari di pace delle Nazioni Unite).
L'elmetto solitamente di colore grigio-olivastro è adatto a svariati tipi di mimetizzazione, anche se per la maggior parte dei casi viene coperto con un telino mimetico ignifugo ed impermeabile sul quale può essere cucito il grado militare o, per alcune unità, la divisione di appartenenza.

## Forze armate con in dotazione il PASGT

### Eserciti
- Esercito greco
- Esercito argentino
- Australian Army
- Esercito georgiano
- Composante Terre de l'armée belge
- Esercito nazionale colombiano
- Esercito nazionale afghano
- Exército Brasileiro
- Esercito egiziano
- Forze di difesa estoni
- Esercito neozelandese
- Esercito filippino
- Forze armate romene
- Esercito della Repubblica di Singapore
- Esercito dello Sri Lanka
- Esercito malese
- Esercito messicano
- Esercito iracheno
- Esercito reale cambogiano
- Esercito reale tailandese
- Exército Português
- Esercito dell'Arabia Saudita
- Esercito della Corea del Sud
- Esercito venezuelano
- Esercito honduregno